# Egton
Egton is een civil parish in het bestuurlijke gebied Scarborough, in het Engelse graafschap North Yorkshire met 448 inwoners.